# Mitrasacme saxatilis
Mitrasacme saxatilis är en tvåhjärtbladig växtart som beskrevs av Cornelis Andries Backer och Cammerl.. Mitrasacme saxatilis ingår i släktet Mitrasacme och familjen Loganiaceae. Inga underarter finns listade i Catalogue of Life.